# Funció de covariància

Exemple: valors crítics del coeficient de correlació de Pearson que s'han de superar per ser considerats significativament diferents de zero al nivell 0,05.

En la teoria de la probabilitat i l'estadística, la funció de covariància descriu quant canvien juntes dues variables aleatòries (la seva covariància) amb una separació espacial o temporal variable. Per a un camp aleatori o procés estocàstic Z (x) en un domini D, una funció de covariància C (x ,y) dona la covariància dels valors del camp aleatori a les dues ubicacions x i y:
{\displaystyle C(x,y):=\operatorname {cov} (Z(x),Z(y))=\mathbb {E} \left[\{Z(x)-\mathbb {E} [Z(x)]\}\cdot \{Z(y)-\mathbb {E} [Z(y)]\}\right].\,}
El mateix C (x , y) s'anomena funció d'autocovariància en dos casos: en sèries temporals (per denotar exactament el mateix concepte excepte que x i y es refereixen a ubicacions en el temps més que en l'espai) i en camps aleatoris multivariants (per referir-se a la covariància d'un variable amb si mateixa, a diferència de la covariància creuada entre dues variables diferents en ubicacions diferents, Cov(Z (x1),Y (x2))).

## Simplificacions amb estacionarietat
En el cas d'un camp aleatori dèbilment estacionari, on
{\displaystyle C(x_{i},x_{j})=C(x_{i}+h,x_{j}+h)\,}
per a qualsevol retard h, la funció de covariància es pot representar mitjançant una funció d'un paràmetre
{\displaystyle C_{s}(h)=C(0,h)=C(x,x+h)\,}
que s'anomena covariograma i també funció de covariància. Implícitament el C (xi,xj) es pot calcular a partir de Cs(h) per:
{\displaystyle C(x,y)=C_{s}(y-x).\,}
La definició positiva d'aquesta versió d'un sol argument de la funció de covariància es pot comprovar amb el teorema de Bochner.

## Famílies paramètriques de funcions de covariància
Per a una variància determinada {\displaystyle \sigma ^{2}}, una funció de covariància paramètrica estacionària simple és la "funció de covariància exponencial"
{\displaystyle C(d)=\sigma ^{2}\exp(-d/V)}
on V és un paràmetre d'escala (longitud de correlació) i d = d(x, y) és la distància entre dos punts. Els camins de mostra d'un procés gaussià amb la funció de covariància exponencial no són suaus. La funció de covariància "exponencial quadrat" (o " Gauss "):
{\displaystyle C(d)=\sigma ^{2}\exp(-(d/V)^{2})}
{\displaystyle C(d)=\sigma ^{2}\exp(-(d/V)^{2})}
La funció de covariància de Matérn i la funció de covariància quadràtica racional són dues famílies paramètriques de funcions de covariància estacionàries. La família Matérn inclou les funcions de covariància exponencial i exponencial quadrada com a casos especials.